# خوان كارلوس ألمادا
خوان كارلوس ألمادا (بالإسبانية: Juan Carlos Almada)‏ (ولد في 1965 في بوينس آيرس) وهو لاعب كرة قدم أرجنتيني سابق لعب لعد أندية أرجنتينية، تشيلية وإكوادورية.

## وصلات خارجية
- خوان كارلوس ألمادا على موقع Soccerway.com (الإنجليزية)
- خوان كارلوس ألمادا على موقع عالم كرة القدم.نت (الإنجليزية)

- Profile at BDFA Profile at